# Criodion fulvopilosum
Criodion fulvopilosum là một loài bọ cánh cứng trong họ Cerambycidae.